# Арбітражний суд
Арбітра́жний суд — в деяких країнах (Росія, окремі пострадянські країни) найменування спеціалізованих судових органів, що розглядають комерційні спори між суб'єктами господарювання; в деяких країнах — те саме, що і третейський суд (тобто недержавний).
В Україні арбітражні суди з 2001 року перейменовані на господарські (див.: Господарський процес#Господарське судочинство#Історія господарських судів і господарського судочинства в Україні). Колишній голова Вищого арбітражного суду України Д. М. Притика вважав, що назва «арбітражний суд» є вдалою, оскільки, з однієї сторони, вказує на те, що це елемент судової системи з усіма наслідками, з іншої, показує, що головним принципом діяльності цього органу є арбітрування.
У Німеччині, Франції, Бельгії, Австрії, кантонах Швейцарії Цюрих, Берн, Ааргау і Санкт-Галлен тощо такі суди діють під назвою комерційних, або ж торгових (нім. Handelsgericht, фр. Tribunal de commerce), а під власне арбітражним судом у германомовних країнах розуміються третейські (нім. Schiedsverfahren).
Конституційний суд Бельгії до 2007 року мав назву Арбітражний суд Бельгії (фр. Cour d’Arbitrage de Belgique, нід. Arbitragehof van België, нім. Belgiens Schiedshof), проте завжди виконував функції конституційної юстиції.
Крім того, назва «арбітражний суд» часто використовується для позначення міжнародних судових установ, що діють на засадах арбітражу.